# 石見銀山滅鼠劑
石見銀山滅鼠劑（日语：石見銀山ねずみ捕り），是日本江戶時代以砷黃鐵礦為原料製成的滅鼠劑，主要成分是三氧化二砷（砒霜）。它在當時也被稱為「石見銀山」或「不用貓」（猫いらず）。

## 概述
石見銀山開採的礦石並未含有砷，因此滅鼠劑生產地其實是在笹谷礦山（位於今日島根縣鹿足郡津和野町），而不是在石見銀山（位於今日島根縣大田市大森町）。但基於石見銀山的高知名度，所以不叫笹谷滅鼠劑而叫石見銀山滅鼠劑。它在當時被廣泛使用，因此也作為毒藥的代稱，出現在落語、歌舞伎和鬼故事中。由於含有劇毒砷化合物，現在受到法律嚴格控制下已不再生產，笹谷礦山也已經停採廢棄。

## 軼聞
1997年，津和野町發現日本堪稱最大的間歇泉，原本預計作為觀光景點，但經檢測發現泉水含有超過安全標準的砷，不得不將其封閉禁止開放。

## 外部連結
- . kotobank （日语）.